# Krausenhof

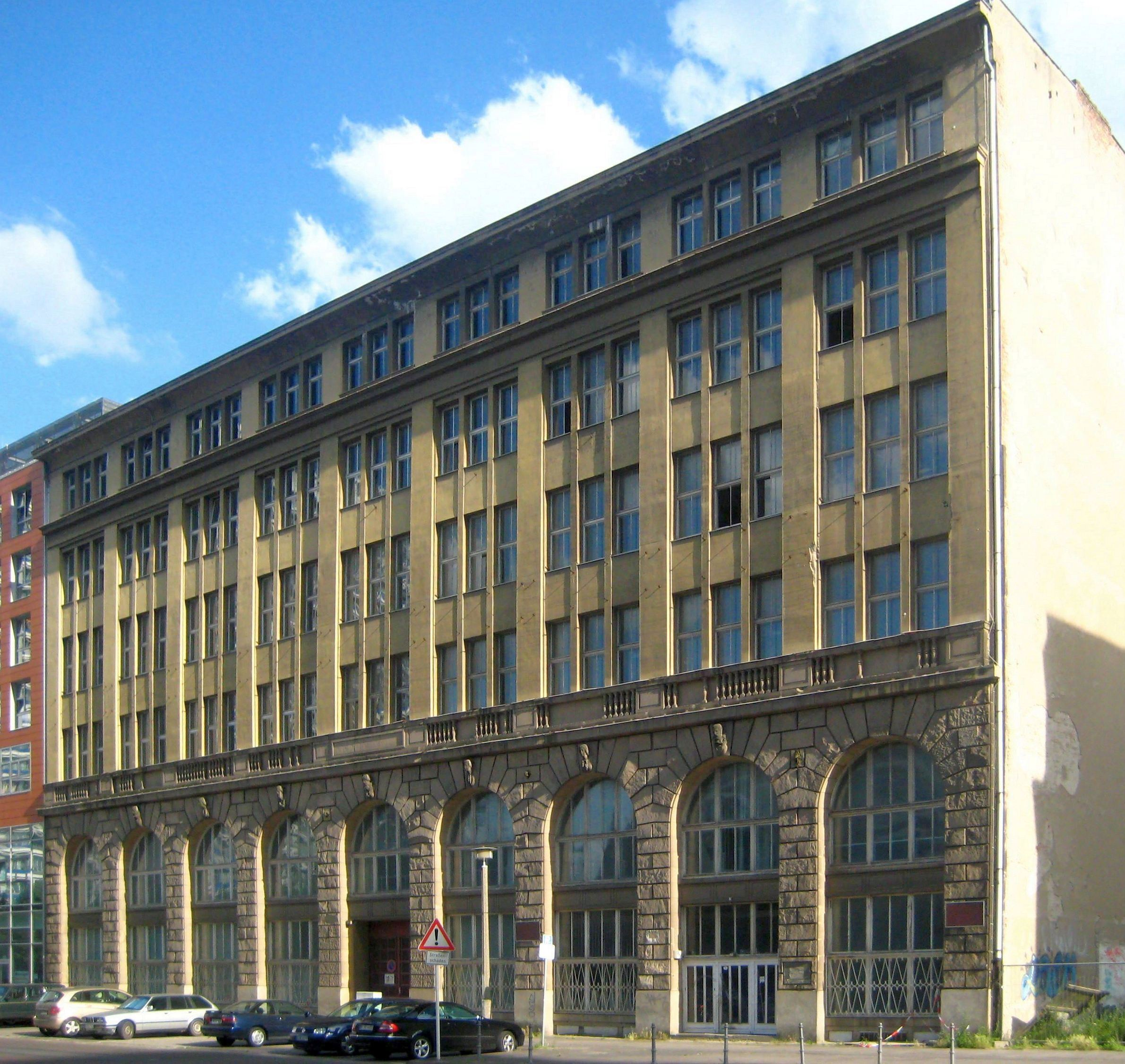
Krausenhof (vor der Sanierung)

Der Krausenhof ist ein Gebäudekomplex in Berlin-Mitte und neben dem Mossehaus das einzige Bauwerk des historischen Berliner Zeitungsviertels, das den Zweiten Weltkrieg überdauert hat.

## Beschreibung
Die 1911 von Hermann Dernburg errichtete Anlage besteht aus zwei Vorderhäusern und einem Querhaus, das durch Seitenflügel mit den Vorderhäusern verbunden ist. Sein Name leitet sich von seiner Lage in der Krausenstraße (am Gebiet des ehemaligen Dönhoffplatzes) sowie aus zwei von den zusammenhängenden Gebäuden umschlossenen großen Innenhöfen, die den Kern des Komplexes bilden, her.
Ursprünglich wurde das Gebäude als Fabrik für Textilwaren genutzt. Unter anderem wurden hier ursprünglich auch Halskrausen gefertigt, weswegen einige der Fassadenskulpturen – ein künstlerischer Scherz des Architekten – solche Halskrausen tragen.
In den 1920er bis 1940er Jahren waren Unternehmungen des Hugenberg-Konzerns in dem Gebäude untergebracht, so hatten hier der Scherl-Verlag und die Hauptverwaltung der Universum Film Aktiengesellschaft (UFA) ihren Sitz.
Ab Januar 1946 arbeitete das Filmaktiv und anschließend die Verwaltung der DEFA in den noch nutzbaren Räumen im Erdgeschoss des Hauptgebäudes sowie in einigen Räumen des Nebengebäudes.
Mit der Beseitigung der Kriegsschäden 1953 erfolgte eine Umgestaltung zum Sitz der Akademie der Landwirtschaftswissenschaften der DDR. Teile der Innenausstattung dieser Epoche sind erhalten.
2015 wurde der mittlerweile denkmalgeschützte Komplex von Jan Kleihues für die Berliner Klingsöhr-Unternehmensgruppe saniert und zu Büros umgebaut. Nutzer sind u. a. Amazon und die Boston Consulting Group.